# Radio Kaszëbë
Radio Kaszëbë ist ein regionaler Rundfunksender in der polnischen Woiwodschaft Pommern mit Hauptsitz in Gdynia. Der Sender strahlt Programme sowohl in kaschubischer als auch polnischer Sprache aus.

## Geschichte
Die Bemühungen um einen eigenen Sender in kaschubischer Sprache begannen in den frühen 1990er Jahren, die ersten Ansuchen um eine Sendelizenz schlugen aber aufgrund einer nicht ausreichenden finanziellen Absicherung fehl. Schließlich entschied sich der Landverband Puck im Herbst 2003, das Projekt zu unterstützen, und gründete gemeinsam mit Freiwilligen ein Projekt zum Aufbau eines kaschubischen Radiosenders. Radio Kaszëbë ging am 18. Dezember 2004 erstmals auf Sendung, die Lizenz für sieben Jahre wurde am 5. Juni 2005 gewährt. Für die Ausstrahlung des Programms wurde von Beginn an auch Sendeanlagen für die Marinekommunikation eingesetzt. Das erste Studio befand sich im Keller des Pfarrhauses der Gemeinde Władysławowo. Seit 2006 wird der Sender als Organisation für die Wahrung und Entwicklung der kaschubischen Identität vom polnischen Ministerium für Inneres und Verwaltung und lokalen Verwaltungen in Pommern unterstützt.
Im Dezember 2009 siedelte der Sender nach Rumia um, um näher an der Dreistadt Danzig-Gdynia-Sopot zu sein. Nach der Schließung des Studios in Rumia zog der Sender 2013 nach Gdynia in die Mireckiego Straße um.
2010 und 2012 war Radio Kaszëbë auch per Satellitenradio auf Hot Bird zu empfangen. Weitere Sendeanlagen wurden 2015 (Hel), 2018 (Lębork) und 2019 (Bytów Udorpie) in Betrieb genommen.

## Profil
Das Profil des Senders fokussiert sich auf Nachrichten und Musik, wobei Musik 60 % des Programms ausmacht. Die Informationssendungen konzentrieren sich auf die Beschreibung und Entwicklung der kaschubischen Sprache sowie die Traditionen der Kaschuben.

## Empfang
Radio Kaszëbë ist in der Woiwodschaft Pommern auf verschiedenen Frequenzen zu empfangen:
- Sender RTCN Chwaszczyno in Gdynia: 92,3 MHz
- Radiokommunikationszentrum RkCO Rekowo in Puck: 98,9 MHz
- Sender RSN Kościerzyna in Kościerzyna: 90,1 MHz
- Hafensender Hel: 106,1 MHz
- Czarnówko: 94,9 MHz
- Bytów Udorpie: 104,5 MHz